# Gänselatein
Das sogenannte Gänselatein ist eine in Bad Driburg / Westfalen beheimatete deutsche Sondersprache. Sie wurde von Driburger Glashändlern entwickelt und gesprochen.

## Geschichte
Die Ursprünge des Gänselatein lassen sich nicht sicher ergründen. Die Entstehung der Glasherstellung und des Glashandels in Driburg im 16. Jahrhundert ist der frühest mögliche Zeitraum. Mit dem Niedergang des Glashandels um die Mitte des 20. Jahrhunderts ist auch das Gänselatein allmählich zugrunde gegangen. Um 1940 wurde es noch von vielen Driburgern beherrscht. Ende des 20. Jahrhunderts war „diese merkwürdige Sprache fast erloschen“.

## Zur Sprache
Der Sprachname ist durch die beherrschenden ä-, o- und äö-Laute motiviert, die an das Geschnatter von Gänsen erinnern. Die Driburger Glashändler verwendeten das Gänselatein als Geheimsprache, wenn sie unterwegs waren, um ihre Waren aus den Waldglashütten des Eggegebirges in ihren Handelsgebieten im norddeutschen Raum zu vertreiben. Auch in der Heimat wurde es gesprochen und in den 1930er Jahren schließlich in Karnevalsliedern folklorisiert, als Spielsprache und sprachliche Alternative zum Plattdeutschen der Region.

## Codierungsschlüssel
Die Basis für die Verfremdung ist das in Driburg und Umgebung gesprochene Niederdeutsch. Das Verfahren der Codierung ist folgendes: Konsonanten am Wortanfang werden an das Ende des Wortes gesetzt, -ai wird angehängt (Botter – Otterbai). Je nach den Betonungsverhältnissen der ersten Silbe (lang oder kurz) lautet der erste Vokal Äo- bzw. O- (Kerken – Äorkenkai / Bedde – Oddebai). Liegt der Ton nicht auf der ersten Silbe, wird die Codierung auf die betonte Silbe verlagert (Kartuffeln – Karoffelntai). Nicht alle Wörter eines plattdeutschen Satzes wurden verfremdet; von der Codierung ausgenommen waren Artikel, Pronomen, Präpositionen und Konjunktionen.
Ähnlich wie das Driburger Gänselatein verfahren die Hamburger Kedelkloppersprook und das Frammersbacher Welschen.